# (12445) Sirataka
(12445) Sirataka est un astéroïde de la ceinture principale.

## Description
(12445) Sirataka est un astéroïde de la ceinture principale. Il fut découvert le 24 avril 1996 à Nanyo par Tomimaru Okuni. Il présente une orbite caractérisée par un demi-grand axe de 3,11 UA, une excentricité de 0,03 et une inclinaison de 10,1° par rapport à l'écliptique.

## Compléments